# خانه اخوان طباطبائی
خانه اخوان طباطبائی مربوط به اواخر دوره قاجار است و در مهریز، محله مهرپادین، کوچه مولود آباد واقع شده و این اثر در تاریخ ۱۷ اسفند ۱۳۸۱ با شمارهٔ ثبت ۷۷۵۶ به‌عنوان یکی از آثار ملی ایران به ثبت رسیده است.